# 巴恩希爾 (伊利諾伊州)
巴恩希爾（英語：Barnhill）是位於美國伊利諾伊州韋恩縣的一個非建制地區。該地的面積和人口皆未知。

## 地理
巴恩希爾的座標為38°17′04″N 88°21′51″W / 38.28444°N 88.36417°W，而該地的平均海拔高度為121米（即397英尺）。